# Manig Löser
Manig Löser (* 26. Dezember 1988 in Bad Homburg vor der Höhe) ist ein professioneller deutscher Pokerspieler.
Löser hat sich mit Poker bei Live-Turnieren mehr als 11,5 Millionen US-Dollar erspielt und zählt damit zu den erfolgreichsten deutschen Pokerspielern. Er ist zweifacher Braceletgewinner der World Series of Poker und gewann im Juli 2017 das Main Event der Triton Poker Series sowie im Mai 2019 das Main Event der European Poker Tour.

## Persönliches
Löser stammt aus Bad Homburg vor der Höhe. Er war mit den Pokerspielerinnen Jamila von Perger und Kristen Foxen liiert. Löser lebt in Brighton.

## Pokerkarriere

### Werdegang
Löser spielt seit April 2007 online unter den Nicknames swordfish007 (PokerStars) sowie liangmannu (partypoker), mit denen er sich bislang Online-Turniergewinne von knapp 2 Millionen US-Dollar erspielte. Darüber hinaus nutzt er bei GGPoker seinen echten Namen und spielt bei WSOP.com als Ohio77.
Seine erste Geldplatzierung bei einem Live-Turnier erzielte Löser Ende Januar 2010 auf Gran Canaria. Im Juli 2010 war er erstmals bei der World Series of Poker (WSOP) im Rio All-Suite Hotel and Casino am Las Vegas Strip erfolgreich und belegte beim Main Event als zweitbester Deutscher den 178. Platz für knapp 50.000 US-Dollar Preisgeld. Am 1. August 2010 gewann er das Main Event der European Masters of Poker am bulgarischen Sonnenstrand mit einer Siegprämie von knapp 50.000 Euro. Bei der im September 2010 in London ausgetragenen World Series of Poker Europe kam er zweimal in der Variante No Limit Hold’em ins Geld. Mitte März 2011 erreichte Löser beim Main Event der Grosvenor UK Poker Tour den Finaltisch und beendete das Turnier auf dem zweiten Platz für umgerechnet mehr als 100.000 US-Dollar Preisgeld. Im Januar 2013 belegte er beim Main Event des PokerStars Caribbean Adventures auf den Bahamas den 16. Platz für 67.000 US-Dollar. Bei der WSOP 2013 verpasste Löser nur knapp den Gewinn eines Bracelets und landete bei einem Six-Handed-Hold’em-Event auf dem zweiten Platz für ein Preisgeld von über 200.000 US-Dollar. Ein Jahr später kam er bei der WSOP siebenmal ins Geld. Dazu zählten ein dritter Platz bei einem Hold’em-Event sowie der 107. Platz im Main Event, die ihm allein über 340.000 US-Dollar an Preisgeldern einbrachten. Im August 2015 gewann Löser das WPT National im tschechischen Rozvadov mit einer Siegprämie von 76.000 Euro. Anfang April 2017 erreichte er beim Super-High-Roller-Event der PokerStars Championship in Macau den Finaltisch und beendete das Turnier auf dem dritten Platz für 530.000 US-Dollar. Mitte Juli 2017 gewann Löser das Main Event der Triton Poker Series im montenegrinischen Budva und erhielt sein bisher höchstes Preisgeld von umgerechnet über 2 Millionen US-Dollar. Anfang Februar 2018 wurde er bei der A$100.000 Challenge der Aussie Millions Poker Championship in Melbourne Zweiter für umgerechnet knapp 450.000 US-Dollar.  Mitte Mai 2018 erhielt Löser auf partypoker sein bisher höchstes Online-Preisgeld, als er beim Championship Event des Powerfests den fünften Platz belegte, der mit 277.750 US-Dollar bezahlt wurde. Im Dezember 2018 gewann Löser ein High-Roller-Event im Hotel Bellagio am Las Vegas Strip und erhielt aufgrund eines Deals mit Elio Fox rund 320.000 US-Dollar. Ende Januar 2019 belegte Löser nach verlorenem Heads-Up gegen Toby Lewis den zweiten Platz bei der A$50.000 Challenge der Aussie Millions und sicherte sich ein Preisgeld von mehr als 770.000 Australischen Dollar. Anfang Mai 2019 gewann Löser das Main Event der European Poker Tour in Monte-Carlo und erhielt aufgrund eines Deals mehr als 600.000 Euro, womit er die Marke von 10 Millionen US-Dollar an Live-Turnierpreisgeldern durchbrach. Während der COVID-19-Pandemie belegte er bei dem auf partypoker ausgespielten World Championship Knockout der World Poker Tour den mit über 270.000 US-Dollar dotierten zweiten Platz. Bei der World Series of Poker Online gewann er Anfang Juli 2021 ein Monster-Stack-Event und sicherte sich den Hauptpreis von mehr als 100.000 US-Dollar sowie ein Bracelet. Auch bei der WSOP 2022 entschied der Deutsche ein online ausgespieltes Turnier für sich und erhielt knapp 130.000 US-Dollar sowie sein zweites Bracelet.

### Braceletübersicht
Löser kam bei der WSOP 101-mal ins Geld und gewann zwei Bracelets:
| Jahr   | Buy-in (in $) | Turnier                                  | Teilnehmer | Preisgeld (in $) |
| ------ | ------------- | ---------------------------------------- | ---------- | ---------------- |
| 2021 O | 600           | WSOP.com – No Limit Hold’em Monsterstack | 1038       | 104.313          |
| 2022 O | 500           | WSOP.com No Limit Hold’em Big $500       | 1213       | 127.153          |

### Preisgeldübersicht
| Jahr   | Preisgeld (in $) | Turniersiege |
| ------ | ---------------- | ------------ |
| 2010   | 259.529          | 1            |
| 2011   | 164.675          | 0            |
| 2012   | 160.660          | 1            |
| 2013   | 397.945          | 0            |
| 2014   | 410.461          | 0            |
| 2015   | 166.036          | 1            |
| 2016   | 119.349          | 0            |
| 2017   | 3.902.718        | 1            |
| 2018   | 3.133.628        | 2            |
| 2019   | 2.354.560        | 2            |
| 2020   | 56.643           | 0            |
| 2021   | 84.185           | 0            |
| 2022   | 292.723          | 1            |
| 2023   | 104.202          | 0            |
| 2024   | 0                | 0            |
| gesamt | 11.607.314       | 9            |